# Universidade de Ciência e Tecnologia de Jiangxi
A Universidade de Ciência e Tecnologia de Jiangxi  (chinês simplificado: 江西理工大学, pinyin: Jiāngxī Lǐgōng Dàxué) é uma universidade localizada na cidade de Ganzhou, província de Jiangxi, República Popular da China.

## História
Fundada em 1958, essa universidade era conhecida anteriormente como Instituto de Metalurgia Jiangxi. A universidade foi renomeada como Instituto do Sul de Metalurgia em 1988. A Universidade possui três campi em Ganzhou e um campus em Nanchang. Abrange mais de 200 acres com uma área estrutural total de mais de 800.000 metros quadrados.

## Escolas
- Escola de Engenharia Ambiental e de Construção
- Escola de Engenharia Química e de Materiais
- Escola de Engenharia Mecânica e Eletrônica
- Escola de Engenharia da Informação
- Escola de Economia e Gestão
- Escola de Ciências
- Escola de Artes Liberais e Direito
- Escola de Estudos Estrangeiros
- Escola de Educação Continuada
- Escola Superior de Educação Profissional e Tecnológica (Nanchang Campus)
- Instituto de Ciências Aplicadas (Campus de Jinshawan)